# بمباران گوگلی
بمباران گوگلی (یا بمباران پیوندها)، در اصل بمباران کردن موتور جستجو توسط پیوندهایی (لینک‌هایی) است که به یک صفحهٔ خاص و با عبارتی خاص فرستاده می‌شوند؛ به ترتیبی که جستجو بر اساس آن عبارت، کاربر جستجوگر را در اولین مورد به صفحهٔ پیوند داده شده هدایت کند.
اصولاً موتورهای جستجو بر اساس پیوندهایی که به صفحات داده می‌شوند، کار می‌کنند. پایهٔ موتورهای جستجو طوری بنا شده‌است که پیوندهای موجود در وبلاگ‌ها و سایت‌ها را یافته و بر اساس تعداد آن پیوندها به آن صفحه رتبه می‌دهند. بدیهی‌ است هر چه تعداد پیوندهای داده شده به آن صفحه (البته بر اساس ترکیب روی پیوند) بیش‌تر باشد، این رتبه بهتر خواهد بود. بر اساس چنین الگوریتمی در موتورهای جستجو و با انگیزه‌های متعدد، بمب‌های اینترنتی توسط گروهی از تولیدکنندگان محتوا اعم از وبلاگ‌ها و وبگاه‌ها که در زمینه‌ای مشترک هستند، ساخته می‌شوند.

## دسته‌بندی
- بمب‌های تفننی: همان‌طور که از نامش پیداست این بمب‌ها برای شوخی و طنز ایجاد می‌شوند و هدف آن شوخی با فرد، شرکت یا هر چیز دیگری است.
- بمب‌های شخصی: بمباران گوگل با نام افراد که، در این مورد با جستجوی افراد بر اساس نام یک فرد، صفحهٔ شخصی وی رتبه اول را کسب می‌کند.
- بمب‌های پولی: در این مورد فرد با ارائه پول به موتورهای جستجو صفحه مورد نظر خود را در رتبه اول قرار می‌دهد. این کار با مسئلهٔ تبلیغات در موتورهای جستجو متفاوت است.
- بمب‌های دادگستر: در این حالت انگیزه‌های متعددی از قبیل کمک به یک فرد، اعتراض یا هر انگیزهٔ مشابهی برای ساخت یک بمب گوگلی وجود دارد.